# Ga Ansim
Ga Ansim là ga trên Tàu điện ngầm Daegu tuyến 1 tại Dong-gu ở Daegu, Hàn Quốc.
Đây là ga cuối của Tàu điện ngầm Daegu tuyến 1.
Tên của nhà ga có từ vua Cao Ly Thái Tổ, người đã chiến thắng trong trận chiến với Hậu Bách Tế, và cảm thấy an tâm khi ông đến đây "Ansim."
Nghĩa đen của "Ansim" là "an tâm."